# マシュハデ・アルデハール

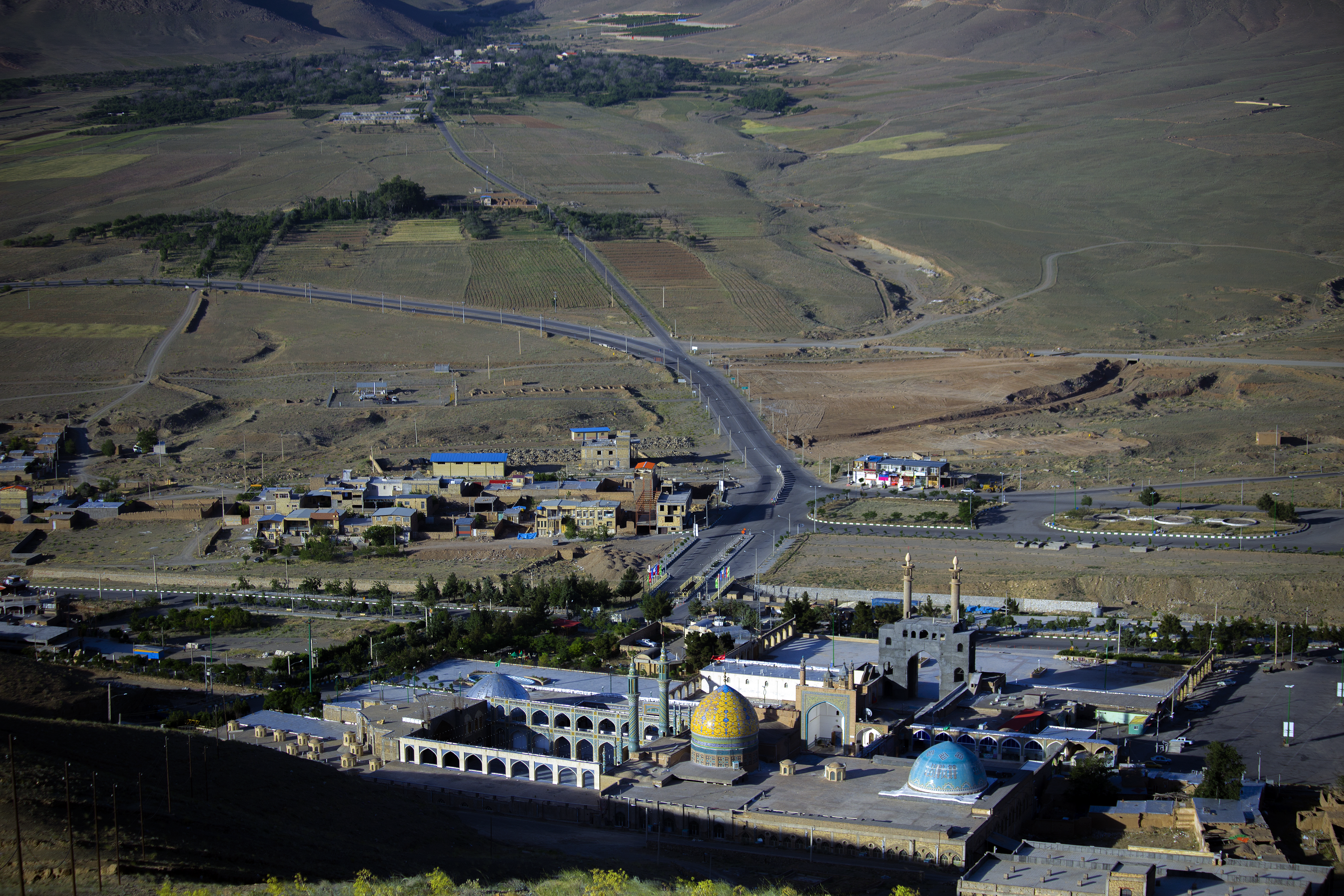
マシュハデ・アルデハール全景

マシュハデ・アルデハール（ペルシア語: مَشهَد اَردِهال, EIr(2012)方式: Mašhad-e Ardehāl）は、イランのエスファハーン州、カーシャーン近郊にある村。2017年時点の人口は約2000人。
カーシャーンから40キロメートルほど離れており、エマーム・モハンマド・バーゲルの息子、ソルターン・アリーの霊廟がある。現代ペルシア語詩人のソホラーブ・セペヘリーの墓があることや、毎年モハッラム月に「絨毯洗い」の行事が行われることでも有名である。ソルターン・アリーの霊廟建築は、セルジューク朝期のもの。

## エマームザーデ

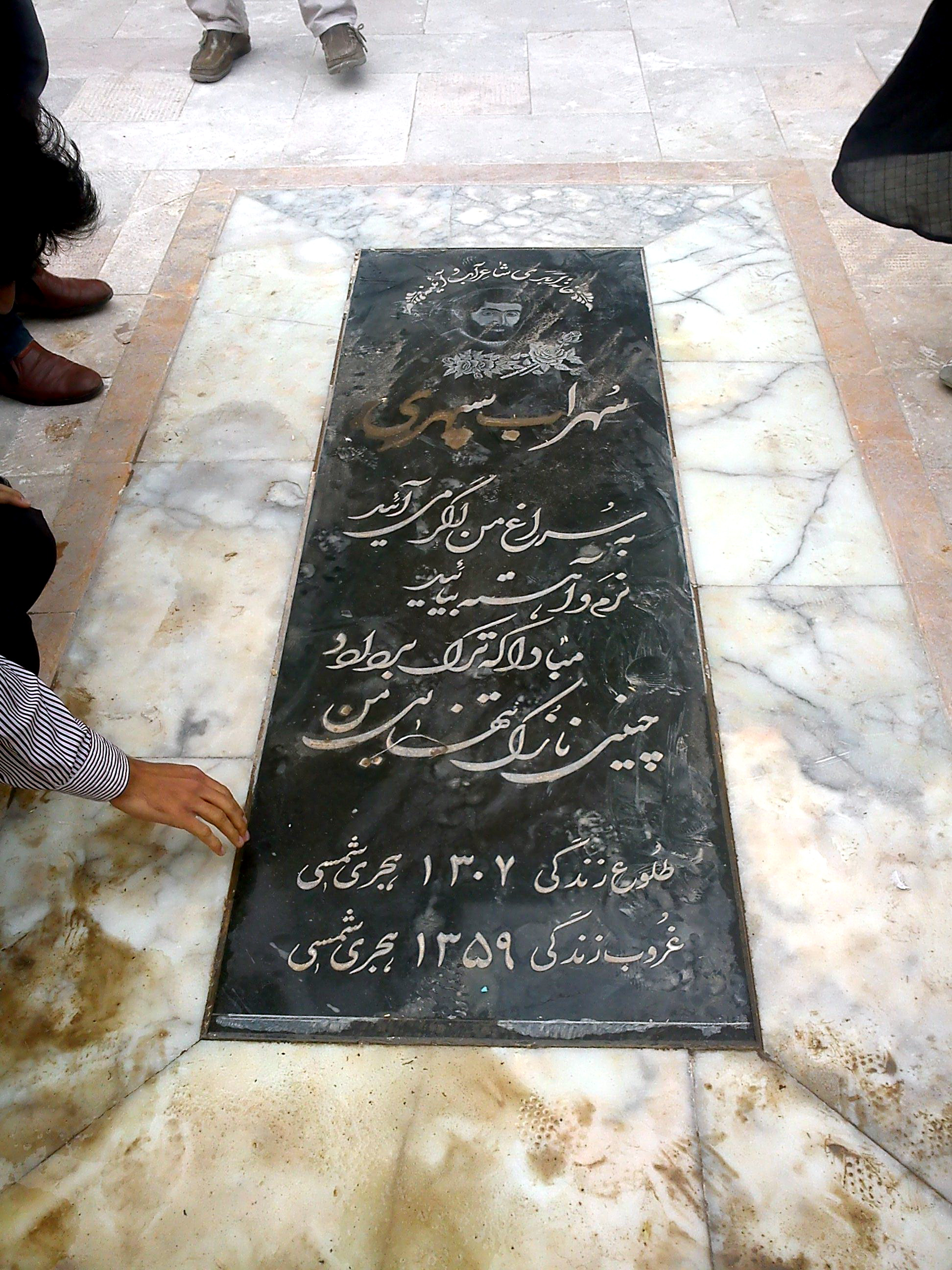
詩人セペヘリーの墓碑

アラビア語/ペルシア語の「マシュハド」には「殉教の地」の意味があり、マシュハデ・アルデハールは後述のように、シーア派の重要なエマーム、モハンマド・バーゲルの5番目の息子、ソルターン・アリーがヒジュラ暦116年第2ジュマーダー月27日（西暦734年8月7日）に殉教した地とされる。

## 「絨毯洗い」の行事

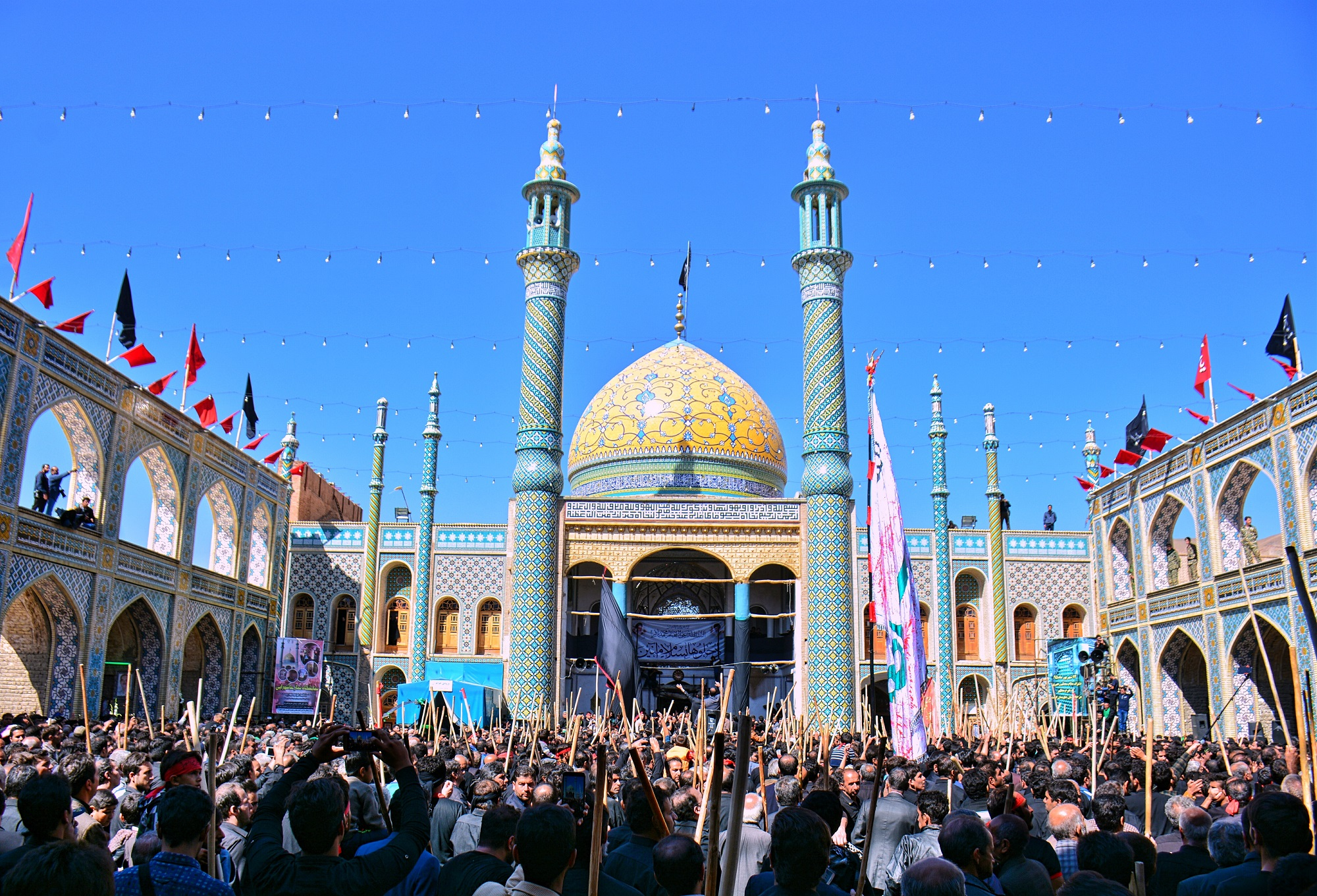
ソルターン・アリー廟の中庭に集まった「絨毯洗い」の巡礼（2017年）。巡礼はみな、黒いシャツを着用して長い木のさおを手にしている。

マシュハデ・アルデハールでは、「絨毯洗い」（ガーリーシューヤーン）というシーア派の宗教行事が毎年行われる。
この行事のそもそもの始まりは、1000年以上も昔、マディーナから招かれて当地にやってきたソルターン・アリーがここで殺されたときの故事に由来する。アリーを助けるために駆けつけたものの間に合わず、暗殺を防げなかった支援者らは、アリーの遺体を絨毯でくるんで近くの小川へ運び、洗った。以後、ソルターン・アリーの命日にあたるイラン暦のメヘル月の第2金曜日になると、ゴムやカーシャーンなど周辺の町からマシュハデ・アルデハールに巡礼がやってくるようになった。巡礼は、アリーの遺体をくるんだ絨毯とされる聖遺物（アーサール）を担いで霊廟の外へ出し、エマームの子孫の死を悼みながら、さおで絨毯を打つ。この行為には、絨毯の汚れを落とすという表面的意味のみならず、ソルターン・アリーの敵への憎しみを表出することと、彼の殉教のかたき討ちを誓うという象徴的意味がある。巡礼は黒いシャツを着用し、宗教歌を歌い、声を上げて哭き、自分の胸を打つ（これには哀悼の意を示す意味がある）。その後、巡礼は絨毯を霊廟の近くにある小川で清める。この小川の水は神聖なものと考えられており、巡礼は自分の体にもこの水を塗る。自宅に持ち帰るために水筒につめる者もいる。絨毯を霊廟に返納すると儀式は終わり、巡礼には正午に食事がふるまわれる。
2009年にはマシュハデ・アルデハールで行われる「絨毯洗い」の行事に、20万人の巡礼が集まった。